# دنز
شهر دنز (به فرانسوی: Deinze) در شهرستان گان در استان فلاندری شرقی در منطقه فلاندری در کشور بلژیک واقع شده‌است.

## نگارخانه

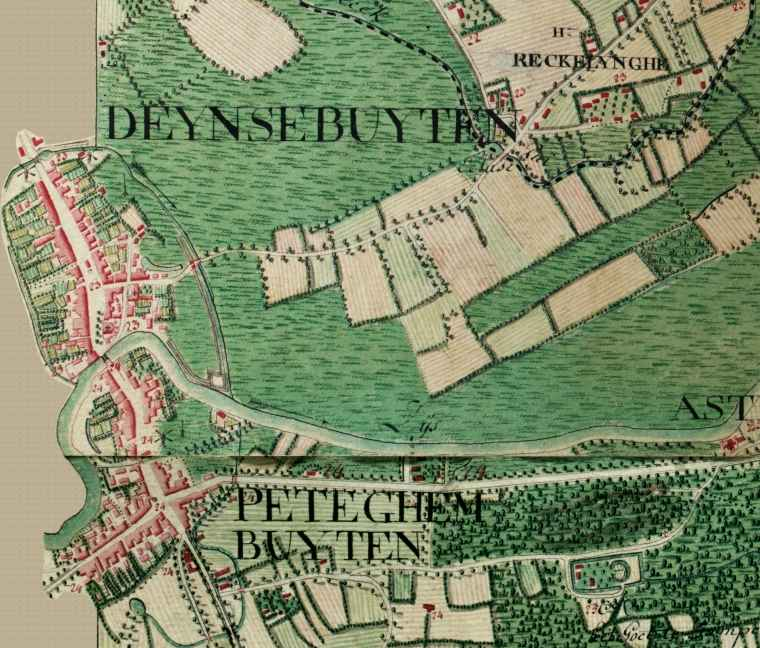
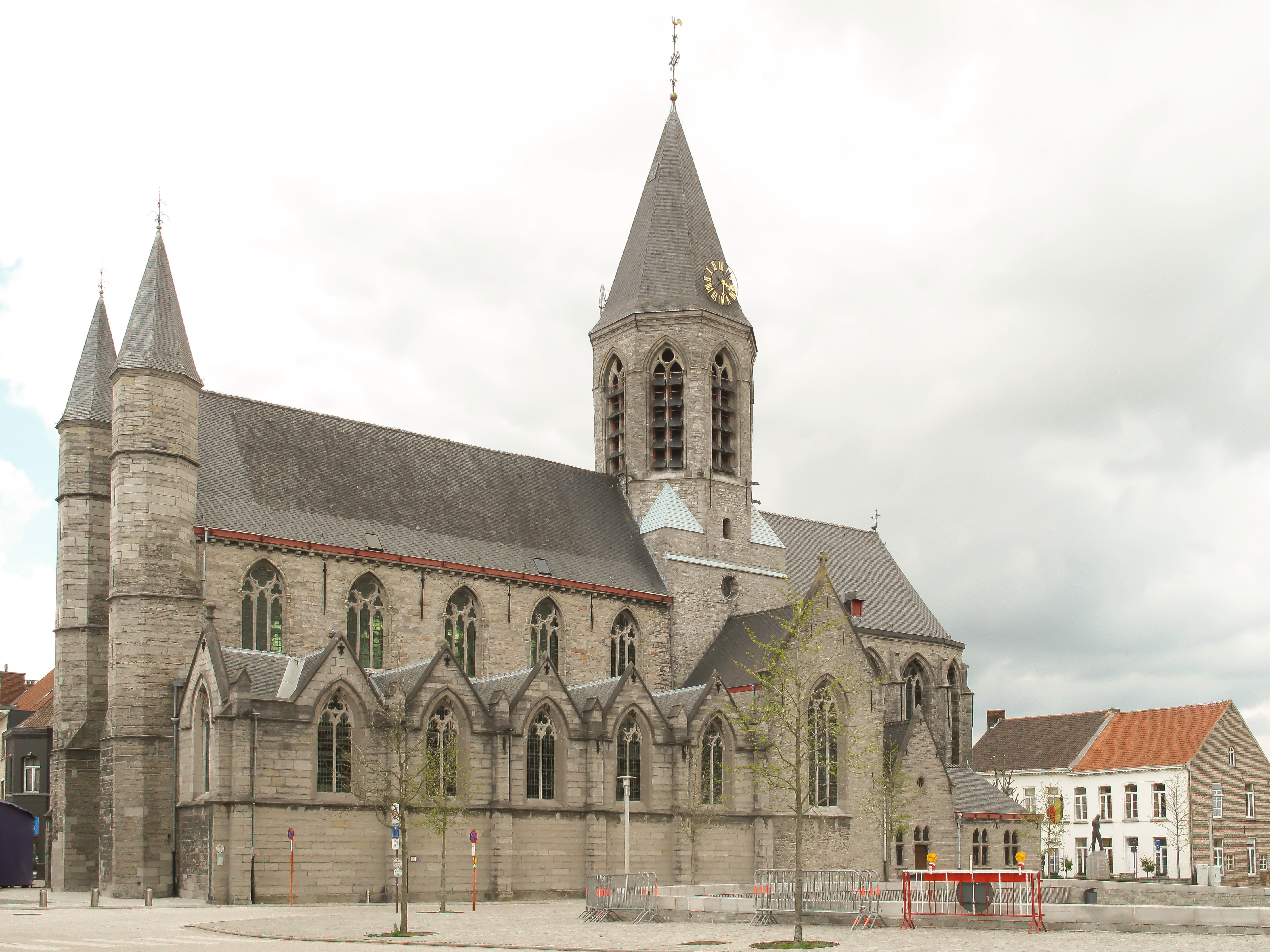
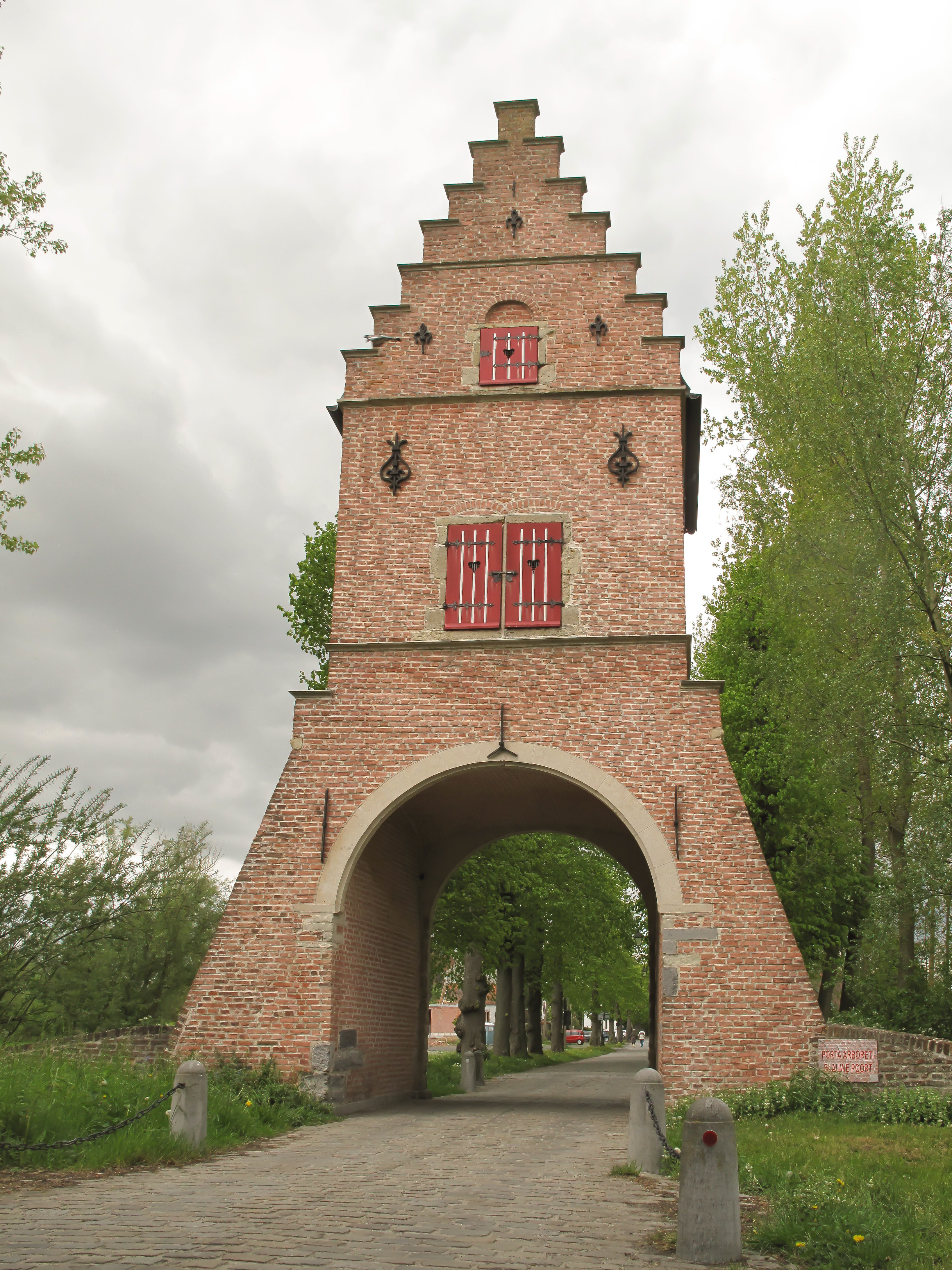
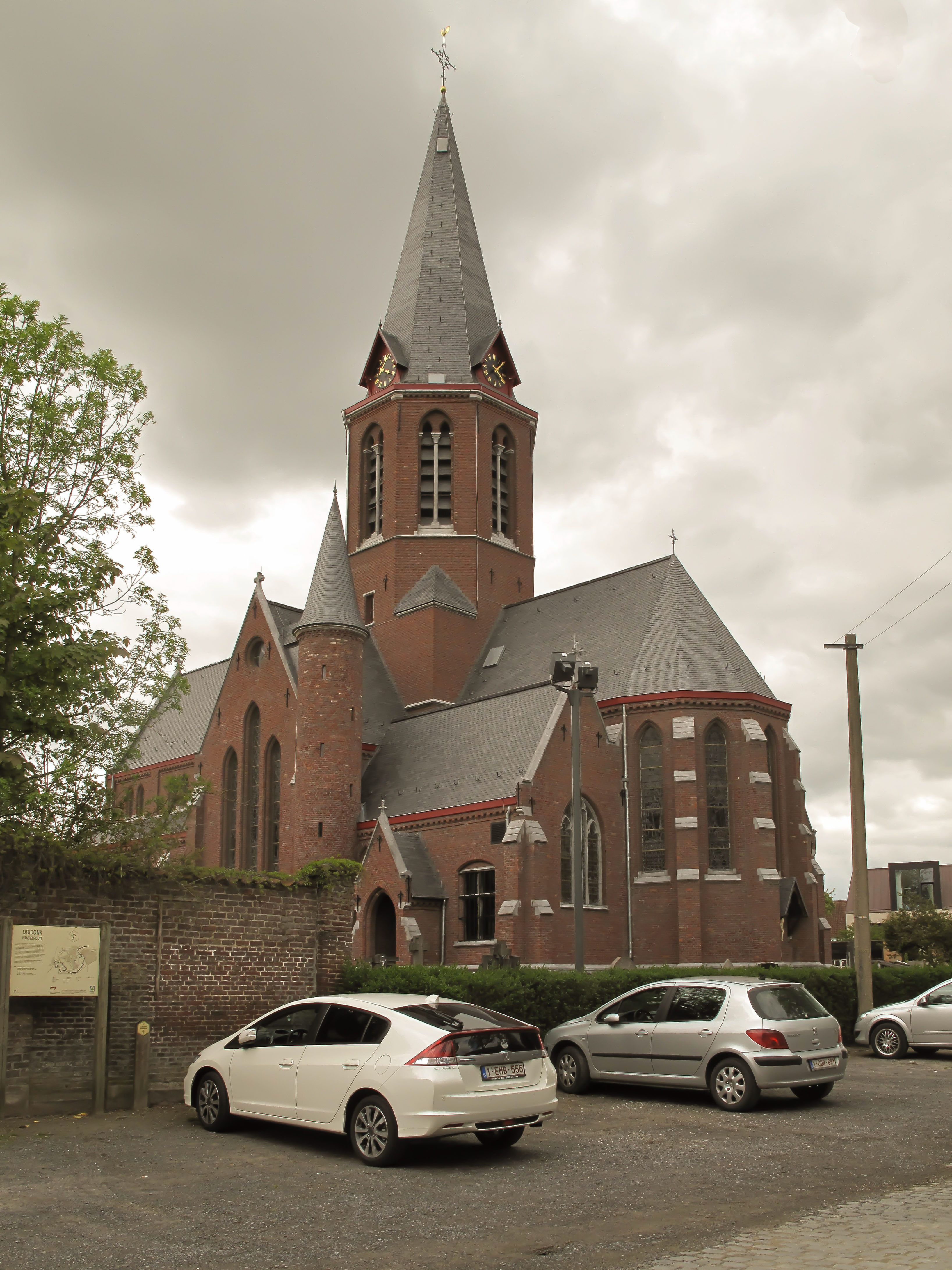